# Bukovice
Bukovice är en ort i Tjeckien. Den ligger i den nordöstra delen av landet, 140 km öster om huvudstaden Prag. Bukovice ligger 458 meter över havet och antalet invånare är 380.
Terrängen runt Bukovice är lite kuperad.Runt Bukovice är det ganska tätbefolkat, med 149 invånare per kvadratkilometer. Närmaste större samhälle är Náchod, 15,4 km söder om Bukovice. Omgivningarna runt Bukovice är en mosaik av jordbruksmark och naturlig växtlighet.